# Sonchoh
Sonchoh est un manga en 16 pages d'Akira Toriyama, publié en janvier 1988 dans Weekly Shonen Jump #05 et édité en français en 1998 par Glénat dans Akira Toriyama Histoires Courtes volume 2.

## L'histoire
Sonchoh, le maire d'une petite ville qui poursuit les "voyous" en 4x4.

## Analyse
L'ambiance est proche de celle de Mister Hô ou de Dragon Ball. Le non-sens est toujours présent mais on voit de moins en moins de animaux anthropomorphique.